# Они отстояли Родину
«Они отстояли Родину» — монумент, посвящённый пророссийским сепаратистам, участвовавшим в войне в Донбассе, сражавшимся на стороне самопровозглашённой Луганской Народной Республики.
Установлен в городе Луганск на входе в сквер Памяти со стороны Советской улицы, напротив комплекса Министерства государственной безопасности ЛНР.

## Описание
Памятник представляет собой вертикально установленную гранитную плиту, обрезанную по контурам Луганской области. На фоне плиты установлены четыре стоящие рядом бронзовые скульптуры: воина Народной милиции с автоматом Калашникова в руках, женщины с грудным ребёнком, казака и чуть позади десантника, держащего древко знамени Киевской Руси с изображением Спаса Нерукотворного.
Памятник установлен на низкий трапецеидальный постамент выполненный в виде обрывистого камня на плоской передней стороне которого нанесён текст стихотворения из двух строк:«ЕСЛИ В ДУШЕ ТВОЕЙ РОДИНА ЕСТЬ», «ВСТАТЬ НА ЗАЩИТУ ЕЁ — ЭТО ЧЕСТЬ!».
На обратной стороне гранитной плиты, в контурах Луганской области, нанесён лик Богородицы.

## История
Созданием памятника руководил заслуженный деятель искусств Украины, скульптор Виктор Алексеевич Горбулин. Также в проектировании и возведении монумента принимали участие специалисты из Российской Федерации, Донецкой Народной Республики и Украины.
Торжественное открытие монумента состоялось в День Луганской Народной Республики 12 мая 2016 года.
Несмотря на своё местоположение — напротив здания Министерства государственной безопасности ЛНР, в последующие годы памятник дважды подрывался неизвестными: 1 сентября 2016 и 1 августа 2017, однако после этого быстро восстанавливался.
В 2018 году Государственным банком ЛНР был выпущен памятный знак «Они отстояли Родину». На аверсе памятного знака был изображён одноимённый памятник.